# Gochsheim

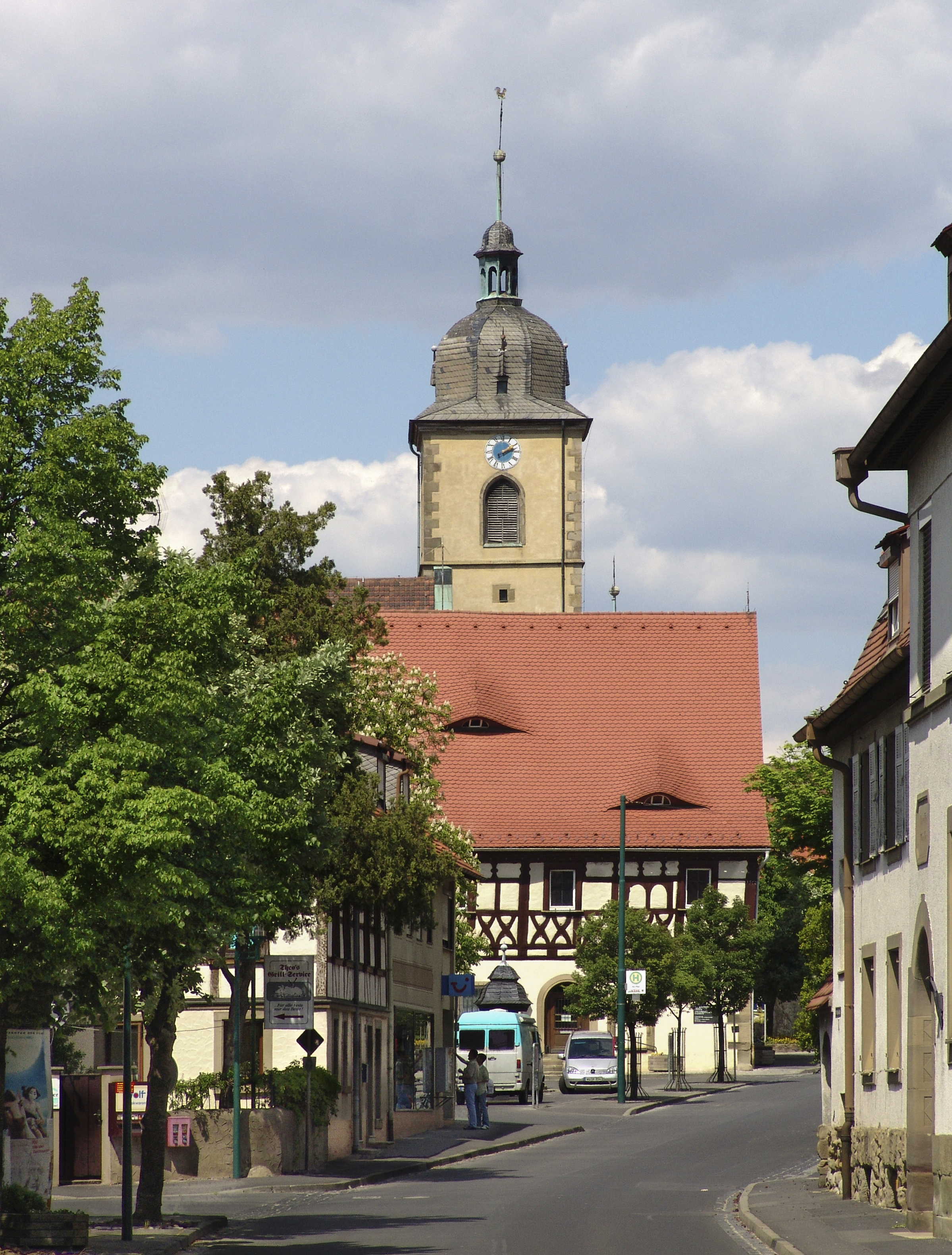
Ortsmitte des ehemals freien Reichsdorfs

Gochsheim (unterfränkisch: Goggsum) ist eine Gemeinde im unterfränkischen Landkreis Schweinfurt, etwa fünf Kilometer südöstlich von Schweinfurt. Gochsheim ist ein ehemals kaiserlich unmittelbares und freies Reichsdorf. 2016 wurden die Sennfelder und Gochsheimer Friedensfeste von der Deutschen UNESCO-Kommission in das Bundesweite Verzeichnis des immateriellen Kulturerbes aufgenommen.
Der Hauptort ist ein weithin bekanntes Gärtnerdorf mit Sonderkulturen, Wohnvorort von Schweinfurt und wichtiger (Lebensmittel)Logistik- und Gewerbestandort (u. a. mit zwei DHL-Standorten: Mechanisierte Zustellbasis und Global Forwarding, Freight). Das Dorf ist ein Zentrum fränkischen Brauchtums, mit der 370 Jahre alten Gochsheimer Kirchweih. Der Ortskern wird durch die Gochsheimer Kirchenburg geprägt.

## Geografie

### Lage
Das Gemeindegebiet liegt wenige Kilometer südlich des Mains, im Osten des Schweinfurter Beckens, und erstreckt sich im Nordosten mehr als 1 km über die Autobahn 70 hinaus und grenzt im Osten an den Main, wo es einen kleinen Anteil an der Schonunger Bucht besitzt. Im Südwesten grenzt es an die Auen des Unkenbachs und im Westen an den Schwebheimer Wald, an dem es mit dem  Naturschutzgebiet Spitalholz bei Gochsheim ebenfalls einen kleineren Anteil besitzt. Der zwischen Gochsheim und Weyer gelegene Mönchberg wurde zu Beginn des 21. Jahrhunderts außerdem dem Naturraum Herlheimer Mulde zugeschlagen. Die Tongrube Gochsheim liegt nordwestlich von Gochsheim auf dem Gebiet der Stadt Kraichtal.

### Nachbargemeinden
Nachbargemeinden sind (von Norden beginnend im Uhrzeigersinn): Schonungen, Gädheim, Grettstadt, Schwebheim, Schweinfurt und Sennfeld.

### Gemeindegliederung
Es gibt zwei Gemeindeteile (in Klammern ist der Siedlungstyp angegeben):
- Gochsheim (Pfarrdorf)
- Weyer (Kirchdorf)

## Geschichte

### Anfänge Gochsheims
Der Ort Gochsheim ist ein ehemals kaiserlich unmittelbares und freies Reichsdorf, was seine Geschichte, sein Selbstbewusstsein und seine Traditionen bis heute prägt. Die geschichtliche Entwicklung Gochsheims ist eng verknüpft mit den benachbarten ebenfalls reichsfreien Orten Schweinfurt und Sennfeld.
Gochsheim wurde vermutlich um das Jahr 500 gegründet. Zum ersten Mal erwähnt wurde es in einer Urkunde über eine Schenkung an das Kloster Fulda aus dem Jahr 796. Die Pfarrei Gochsheim wurde im Jahr 1130 zum ersten Mal erwähnt.

### Freies Reichsdorf Gochsheim
| |                                                                                    |
| \| Reichsstadt Schweinfurt (evang.) Reichsdörfer (evang.) Reichsritterschaften (evang.) \| Grafen von Schönborn (kath.) Deutscher Orden (Brönnhof) Hochstift Würzburg (kath.) \| |                                                                                    |
| Reichsstadt Schweinfurt (evang.) Reichsdörfer (evang.) Reichsritterschaften (evang.)                                                                                             | Grafen von Schönborn (kath.) Deutscher Orden (Brönnhof) Hochstift Würzburg (kath.) |

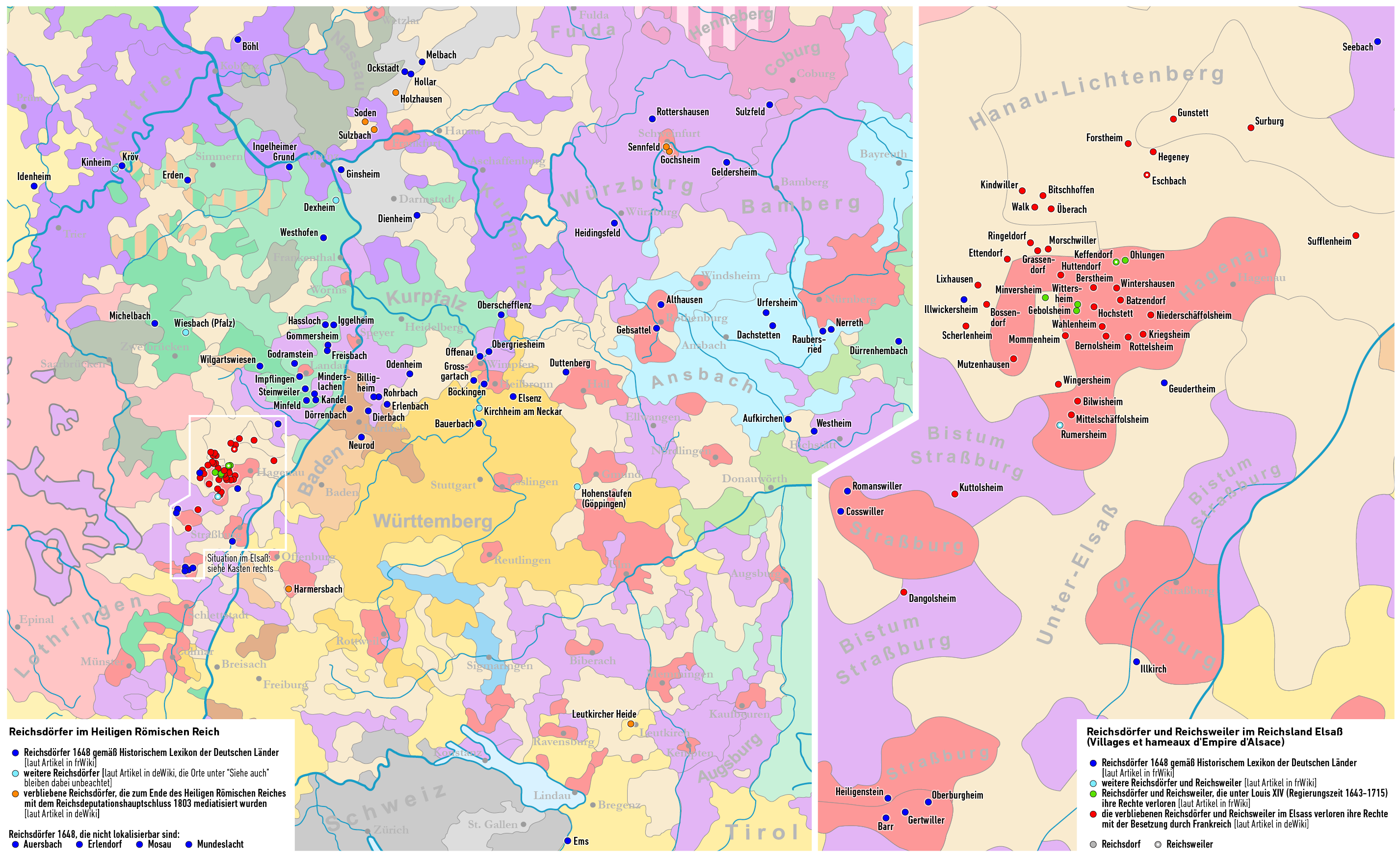
Reichsdörfer im Heiligen Römischen Reich im Jahr 1618

Wann Gochsheim die Reichsfreiheit erlangte, ist nicht ganz klar. Als freies Reichsdorf wurde es im Jahr 1234 aufgrund einer Klage des Fürstbischofs Hermann II. Hummel von Lichtenberg an König Konrad IV erwähnt. Eine Reichsvogtei in Schweinfurt, zu der die beiden Dörfer Sennfeld und Gochsheim gehörten, wurde im Jahr 1282 erwähnt.
1304/05 verpfändete König Albrecht dem Hochstift Würzburg die Reichsvogtei Schweinfurt mit den beiden Dörfern Sennfeld und Gochsheim. 1309 wechselte die Pfandschaft an die Grafen von Henneberg. Schließlich befreite die Reichsstadt Schweinfurt 1386 sich, Sennfeld und Gochsheim mit eigenen Mitteln aus der Pfandschaft. 1635 verlor Gochsheim die Reichsfreiheit. In einem Lehenbrief beschenkte Kaiser Ferdinand II. den Würzburger Fürstbischof Franz Graf von Hatzfeld mit den beiden Reichsdörfern Sennfeld und Gochsheim. Am 14. August 1649 wurde die Reichsfreiheit durch eine Restitutionskommission in Schweinfurt wiedererlangt. Der aus dieser Zeit stammende Plantanz wird noch heute zur Kirchweih getanzt und gilt als Symbol der wiedererhaltenen Reichsfreiheit, die bis zur Eingliederung in das Kurfürstentum Bayern 1802 bestehen blieb. Damit waren Gochsheim und sein Nachbar Sennfeld zwei der wenigen bis zuletzt verbliebenen Reichsdörfer.
Drei Kilometer westlich des Dorfes, hinter dem Schwebheimer Wald, liegt Senftenhof, eine Wüstung, die sich heute im Grenzgebiet der Gemarkungen von Gochsheim, Grafenrheinfeld und Schweinfurt befindet. Der Ort wurde vermutlich im 17. Jahrhundert verlassen.

### Neuere Geschichte
Früher wurden auf den Feldern von Gochsheim und Sennfeld Gurken angebaut, die vor allem in Franken mit Essig in Gläsern konserviert wurden. 1810 wurde Gochsheim kurzzeitig aus dem bayerischen Staatsverband entlassen, am 30. Juni 1814 aber erneut nach Bayern eingegliedert. Am 23. November 1903 wurde die Eisenbahnlinie Schweinfurt–Gerolzhofen über Gochsheim eröffnet. Von 1862 bis 1972 war Gochsheim die größte Gemeinde des Bezirksamtes bzw. Landkreises Schweinfurt.
Im Zweiten Weltkrieg wurde Gochsheim durch Bombenangriffe auf Schweinfurt erheblich in Mitleidenschaft gezogen. Am 13. April 1945 erfolgte die Übergabe des Dorfes an US-amerikanische Truppen.

### Weyer
Weyer erscheint zum ersten Mal im Jahr 1174 als Besitz des Klosters Ebrach. Die Burg Bergheide, etwa 1205 erbaut, wurde schon 1427 wieder zerstört. Weyer blieb bis zur Säkularisation im Besitz des Klosters Ebrach und beherbergte zeitweise auch eine Klostermühle. Nach der Auflösung des Klosters 1803 fiel Weyers Zehnt an den Fürsten von Thurn und Taxis. Weyer wurde am 1. Juli 1971 im Zuge der Gebietsreform in Bayern nach Gochsheim eingemeindet.

### Religionen

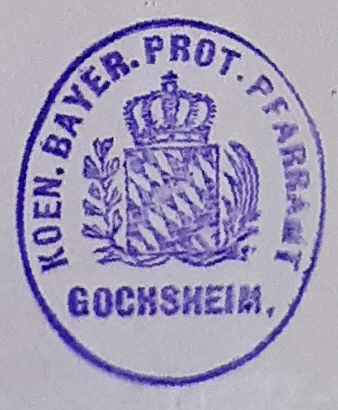
Stempel des evangelischen Pfarramts im 19. Jahrhundert

Die Reformation wurde in Gochsheim 1540 oder 1543 eingeführt. Früher war das ehemals freie Reichsdorf evangelisch geprägt; vor allem durch Zuzug ist die Zahl evangelischer und katholischer Bürger nahezu gleich. Im Ortsteil Weyer überwiegt seit jeher die katholische Konfession. Die St.-Michaels-Kirche in der Ortsmitte ist seit der Reformation evangelisch; im Jahr 1961 wurde die katholische Kirche St. Matthias in der Nikolaus-Fey-Straße gebaut.
Die katholischen Gemeinden St. Matthias Gochsheim und St. Bonifatius Weyer wurden am 10. Oktober 2010 mit Ober- und Untereuerheim, Sennfeld und Schwebheim zu einer Pfarreiengemeinschaft St. Christophorus vereinigt. Dekan Gregor Mühleck leitet den neuen Pfarrverband. Für Gochsheim ist der Pastoralreferent Rainer Weigand zuständig.

Zur evangelischen Kirchengemeinde gehört auch das Gebiet der Gemeinde Grettstadt.
Die jüdische Bevölkerung machte zeitweise (1816) über 10 % der Bevölkerung aus und hatte in Gochsheim eine eigene Synagoge, eine Religionsschule mit Lehrerwohnung sowie ein rituelles Bad. Um 1800 wirkte in Gochsheim der aufgeklärte jüdische Buchhändler und Philanthrop Joseph Isaak, der 1791 das Büchlein „Unmaßgebliche Gedanken über Betteljuden“ verfasste. Mit seinem Anliegen, die prekären Verhältnisse von nicht-sesshaften Juden zu verbessern, verschaffte er sich sogar beim Würzburger Fürstbischof Gehör, stieß mit seinen Reformvorschlägen aber auch auf Ablehnung. Im Jahr 1937 wurde die jüdische Kultusgemeinde aufgelöst, die wenigen verbliebenen jüdischen Einwohner wurden der Gemeinde in Schweinfurt zugeteilt. Die letzten beiden jüdischen Einwohner wurden 1942 deportiert; alle anderen hatten Gochsheim vorher verlassen. Die ehemalige Synagoge wird heute als Wohnhaus genutzt. An die frühere jüdische Bevölkerung erinnern die Straßenbezeichnung Judenhof und eine Gedenktafel im Kirchhof am evangelischen Jugendhaus.

### Einwohnerentwicklung
| Jahr      | 1961 | 1970 | 1991 | 1995 | 2005 | 2010 | 2015 | 2018 |
| Einwohner | 4406 | 5401 | 6330 | 6502 | 6369 | 6230 | 6240 | 6390 |

Im Zeitraum 1988 bis 2018 stieg die Einwohnerzahl von 6228 auf 6390 um 162 Einwohner bzw. um 2,6 %. 2001 hatte die Gemeinde 6644 Einwohner.
Quelle: BayLfStat

## Politik

### Gemeinderat
Bei der Kommunalwahl am 15. März 2020 kam es zu folgender Sitzverteilung im Gemeinderat:
- CSU/Freie Bürger: 9
- GRÜNE: 2
- SPD: 5
- FW: 4

### Bürgermeister
Erster Bürgermeister ist seit 2020 Manuel Kneuer (CSU). Vorgängerin war Helga Fleischer (SPD).
Zweiter Bürgermeister ist Edwin Hußlein (FW), Dritter Bürgermeister Jürgen Mayerl (SPD).

### Wappen
| Wappen von Gochsheim | Blasonierung: „In Schwarz über roter Zinnenmauer wachsend ein rot gezungter silberner Adler.“ |
| Wappen von Gochsheim | Wappenbegründung: Die Mauer steht dabei für die befestigten Kirchgaden, der Adler ist ein Symbol für die (ehemalige) Reichsfreiheit des Dorfes. Das Wappen Gochsheims wurde durch Kurfürst Friedrich III von der Pfalz 1568 verliehen. 1818 musste der Ort die Wappenführung aufgeben, da in dieser Zeit Landgemeinden keine Wappen führen durften. Die Wiederannahme erfolgte bereits 1836. |

### Interkommunale Allianz
Die Gemeinde Gochsheim gehört zur interkommunalen Allianz Schweinfurter Mainbogen (siehe: Grafenrheinfeld, Interkommunale Allianz).

### Partnerschaften
Seit 1999 besteht eine Kommunalpartnerschaft mit dem französischen Dorf Irigny.

## Kultur und Sehenswürdigkeiten

### Museen

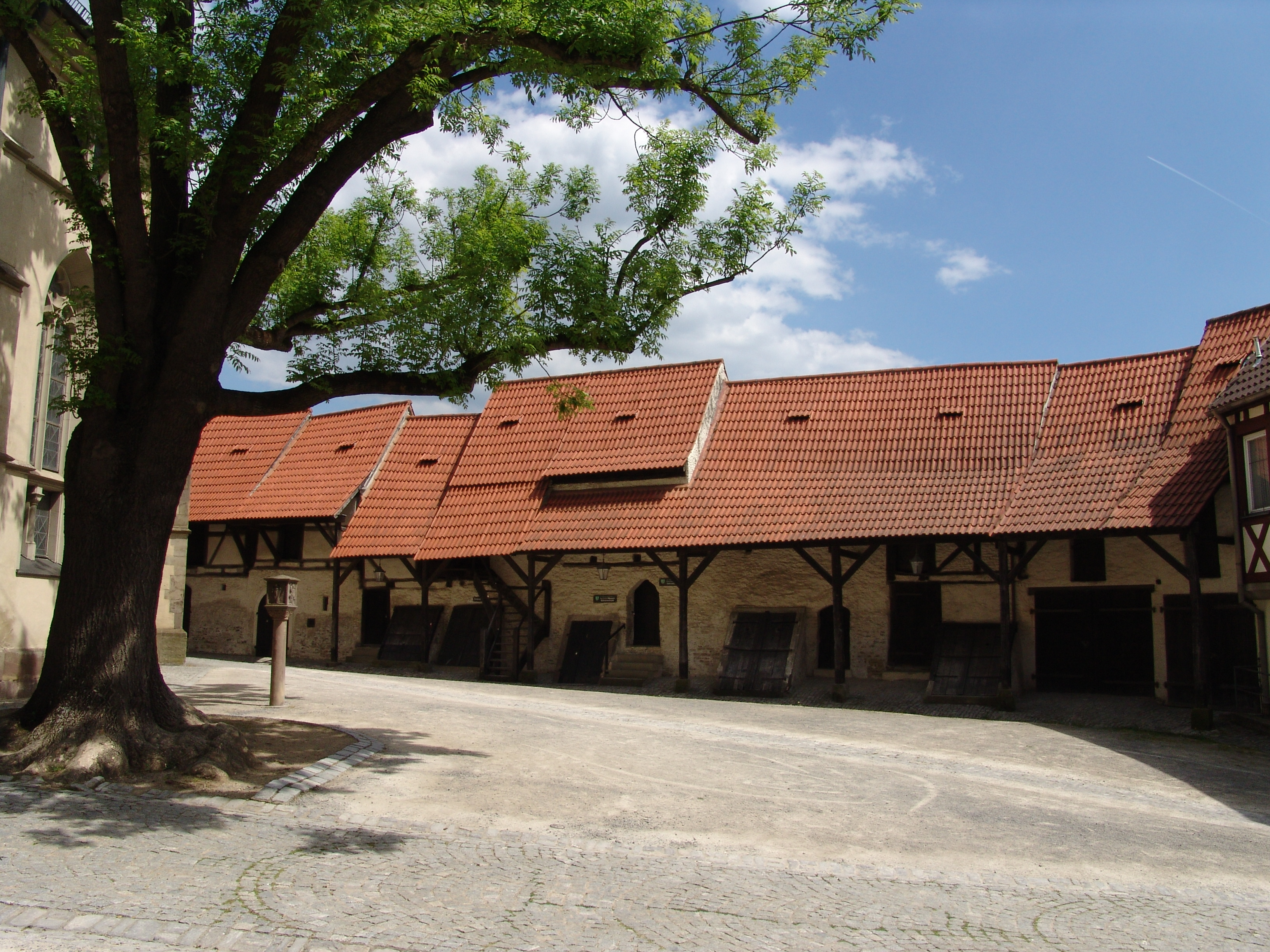
Reichsdorf Museum in den Kirchgaden der Kirchenburg

- Freies ReichsdorfMuseum

### Bauwerke
- Kirchenburg St. Michael, eine der ältesten noch erhaltenen Kirchenburgen Frankens, mit den historischen Gaden.
- Historisches Rathaus, erbaut 1561
- Apostelhaus, Mönchsgasse 19, Renaissancebau von 1612, reliefgeschmückte Giebelseite mit kanzelförmigem Erker und originellen Inschriften an den Hausecken.
- Der Glockenturm der katholischen Pfarrkirche St. Matthias gilt als „technischer Exot“. Seit dem 17. Mai 2006 besitzt er eine Gegenpendelanlage. Der Turm schwankte vorher beim Läuten der vier Glocken so stark, dass er einzustürzen drohte.[15]
- Schwebheimer Tor, das letzte erhaltene Tor von insgesamt vier mittelalterlichen Toren, die durch die Dorfmauer den Eintritt in das freie Reichsdorf gewährten.
- Um die evangelische Kirche sowie im Anschluss an das Alte Rathaus befindet sich eine der größten fränkischen Kirchenburgen, die Gadenanlage mit dem Reichsdorfmuseum.

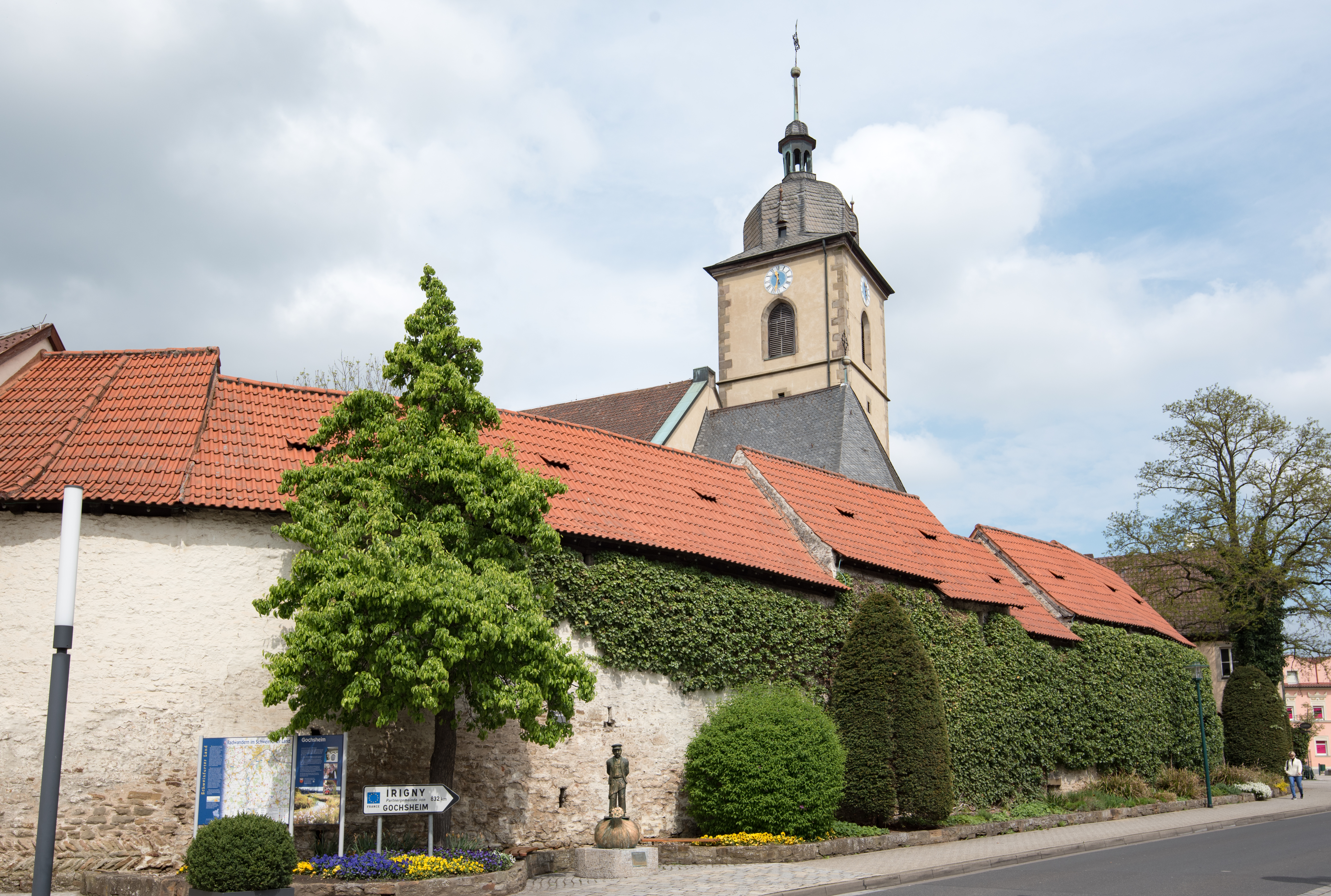
Kirchenburg mit Gaden und St.-Michaels-Kirche
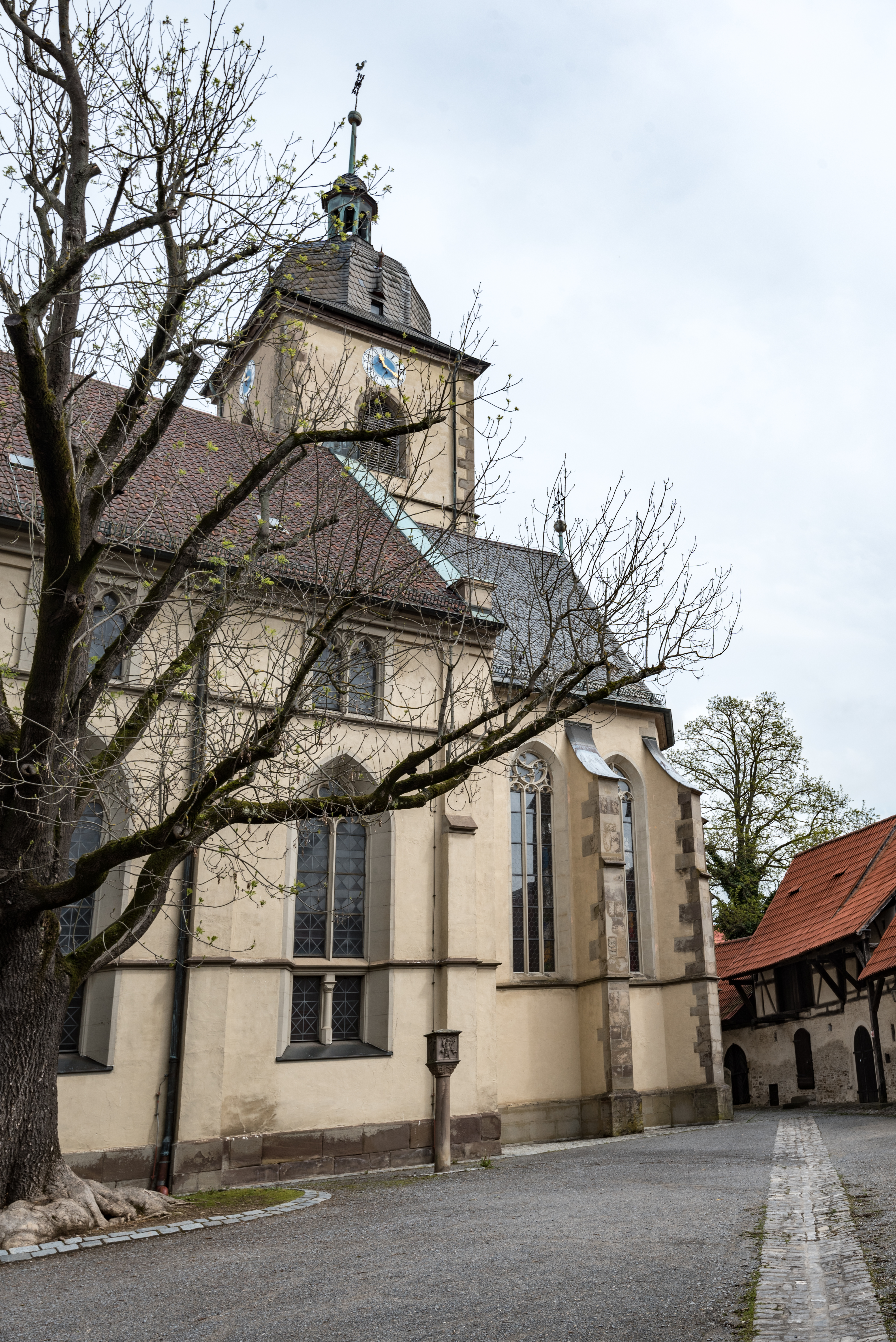
St.-Michaels-Kirche
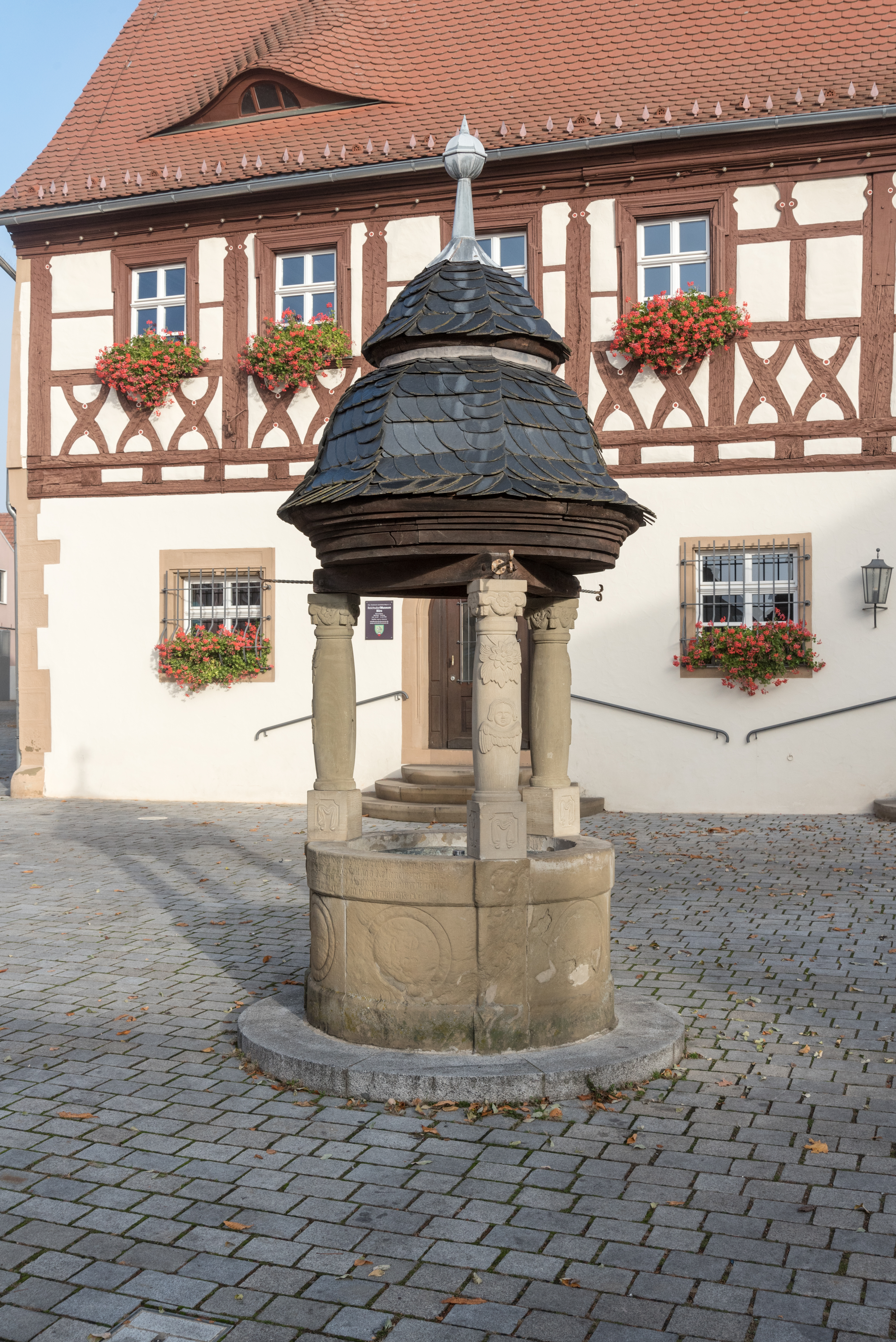
Am Plan, mit Brunnen
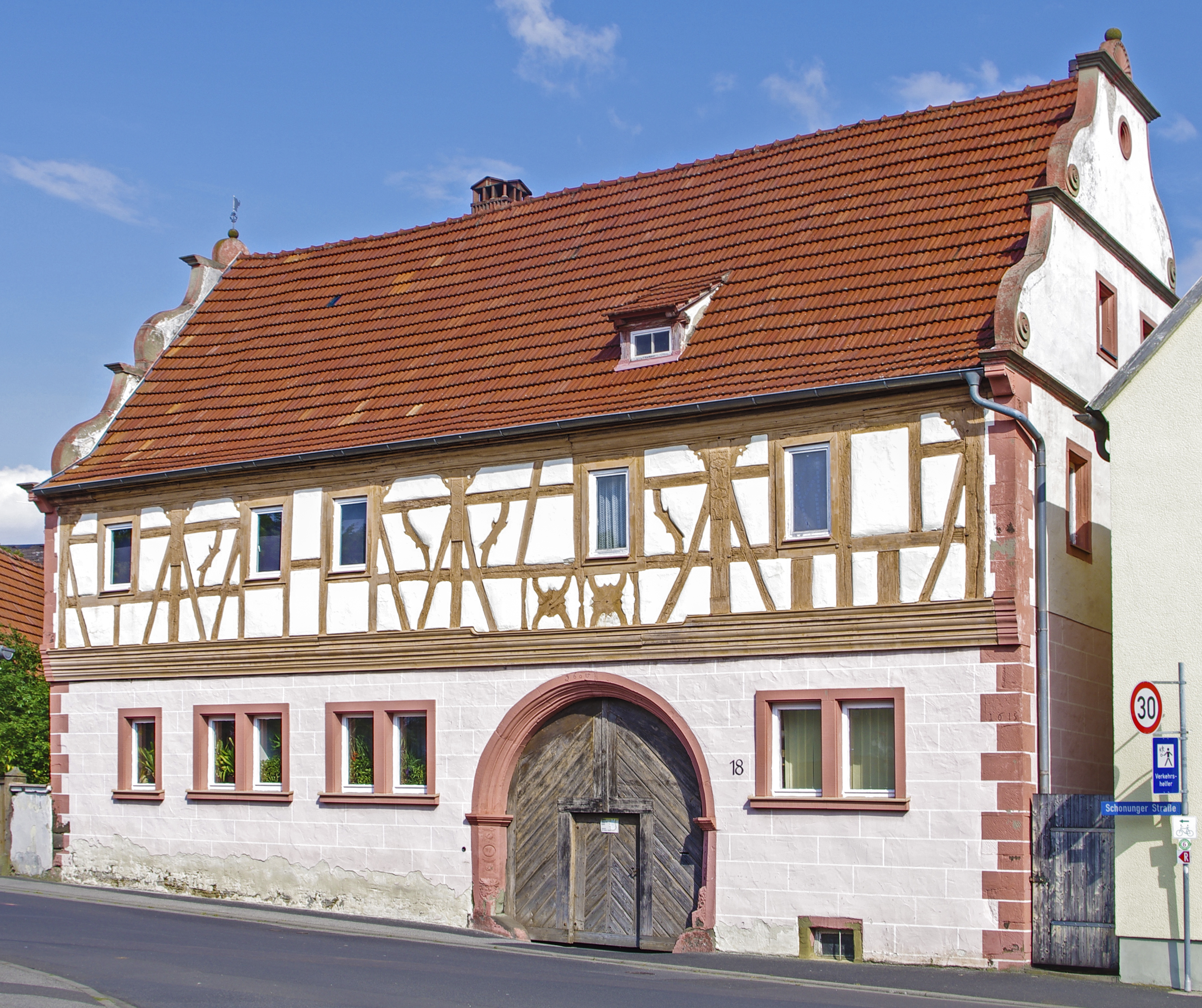
Schonunger Straße 18
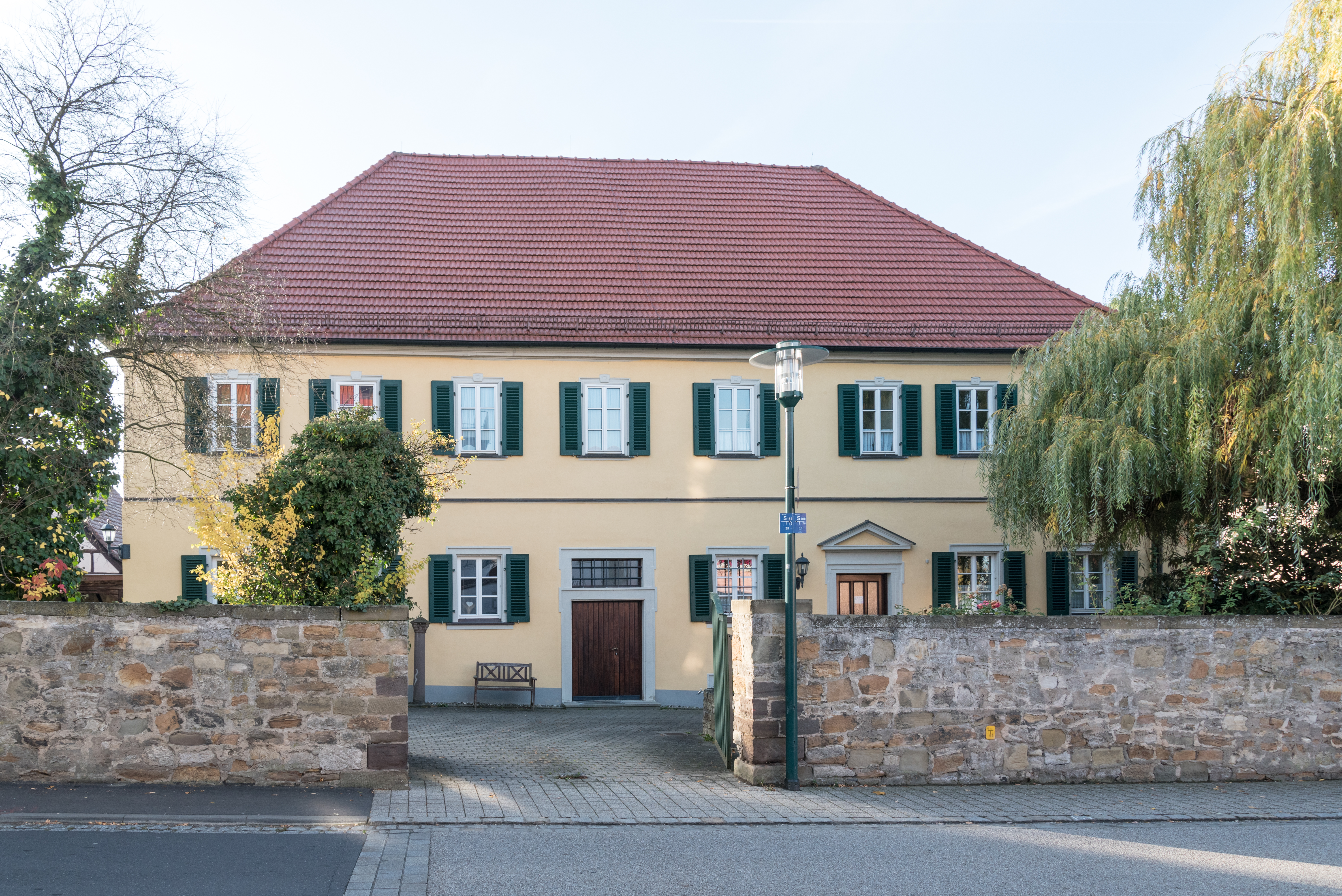
Schweinfurter Straße 6

### Sport
- Deutsche Lebens-Rettungs-Gesellschaft
- Hallenbad
- SC 47 Weyer
- Tennisclub 77 Gochsheim
- TSV Gochsheim 1906 e. V.
- Bürgerliche Schützengesellschaft Gochsheim

### Regelmäßige Veranstaltungen

#### Gochsheimer Kirchweih (Friedensfest)
Die Gochsheimer Kirchweih (Friedensfest) ist als immaterielles Kulturerbe eines der traditionsreichsten fränkischen Feste, mit dem charakteristischen Plantanz. Es ist ein historisches Friedens- und Freudensfest zum Gedenken an die Wiedererlangung der Reichsfreiheit 1649, jeweils um den ersten Sonntag im September. Das Fest findet am Plan statt. So wird der zentrale Dorfplatz in mehreren  Dörfern insbesondere im Raum Schweinfurt genannt. Bis heute ist das Fest ein freier Burschenplan und wird von jungen, unverheirateten Männern in eigener – auch finanzieller – Verantwortung durchgeführt. Traditionell wird auf der zu Schweinfurt näher liegenden zeitgleich stattfindenden Sennfelder Kirchweih Bier und auf der Gochsheimer Kirchweih Wein ausgeschenkt. Die Nachkirchweih findet eine Woche nach der Kirchweih an selber Stelle statt.

#### Erntedankfest

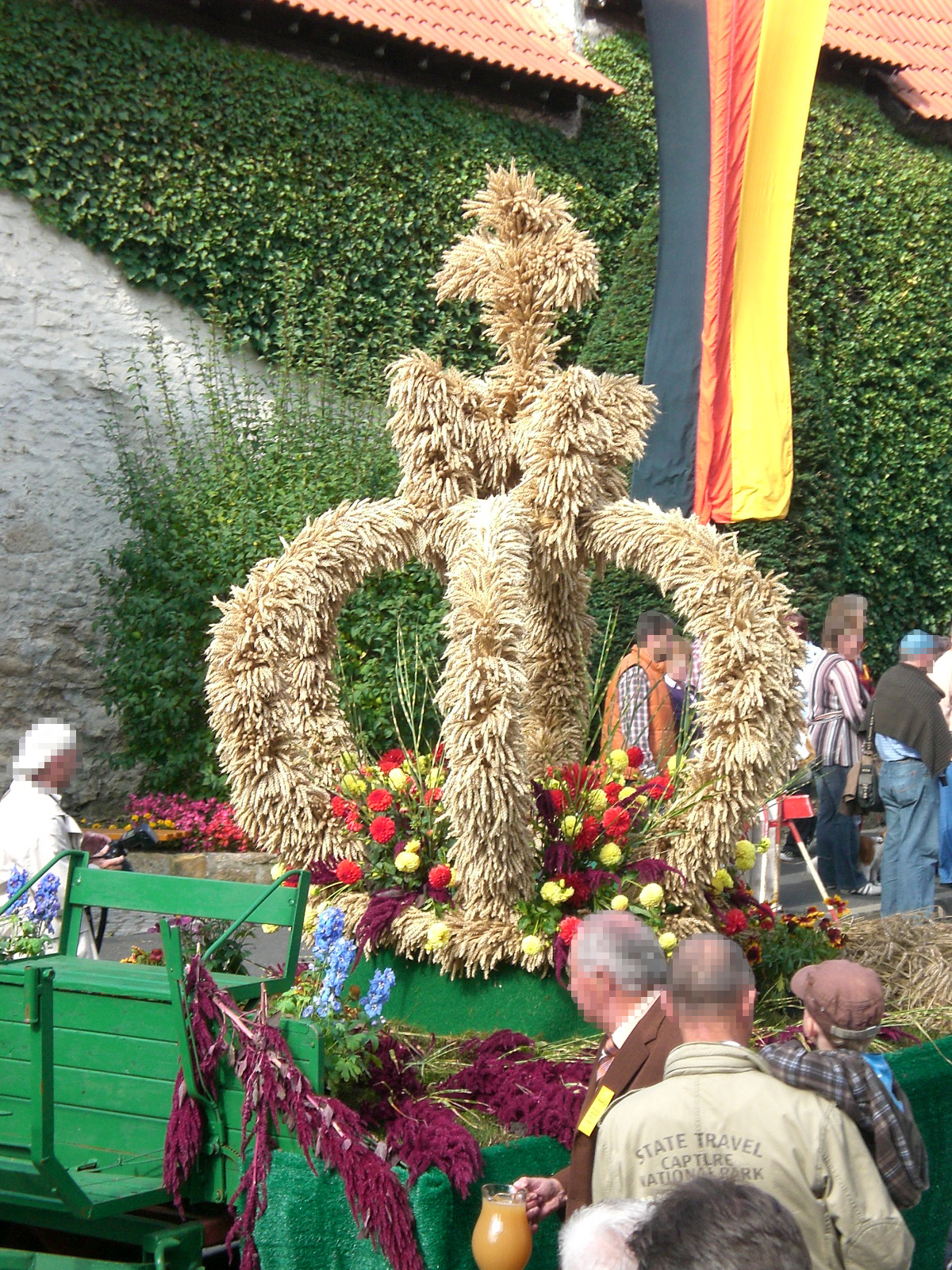
Erntekrone am Erntedankfest

Das traditionelle Erntedankfest hat in dem Gärtnerdorf, mit seinen Sonderkulturen und Gewächshäusern besondere Bedeutung. Am ersten Sonntag im Oktober findet ein großer Festzug mit blumengeschmückten Wagen, Musik und Trachtengruppen statt. Anschließend werden fränkische Tänze am Plan (Dorfplatz) aufgeführt. Veranstalter ist der Heimat- und Volkstrachtenverein.

#### Fasching
Mit vier Tanzgarden und auf das Ortsgeschehen bezogenen Büttenreden ist das Programm der Faschingssitzungen des Gochsheimer Carnevals Clubs (GCC), die Zwiefl-Elf, gefüllt. Der Gochsheimer Redner Wolfgang Düringer trat auch bei der Fastnacht in Franken im Bayerischen Fernsehen auf. Am 5. Mai 2012 konnte der GCC sein 50-jähriges Bestehen feiern. Dabei wurden Wolfgang Schubert, der 25 Jahre lang als Sitzungspräsident fungierte, und Roland Ludwig zu Ehrenmitgliedern ernannt.

#### Theater
Sehr gut besucht sind die Theaterabende des SC Weyer in der Adventszeit.

## Wirtschaft und Infrastruktur

### Verkehr
Die Gemeinde ist an das Busliniennetz der Stadtwerke Schweinfurt (Linie 82 und 83) sowie an die Linie 8160 Gerolzhofen-Schweinfurt (Ludwig Metz) und die Linie 9306 Donnersdorf/Weyer-Schweinfurt (Kleinhenz) angebunden.

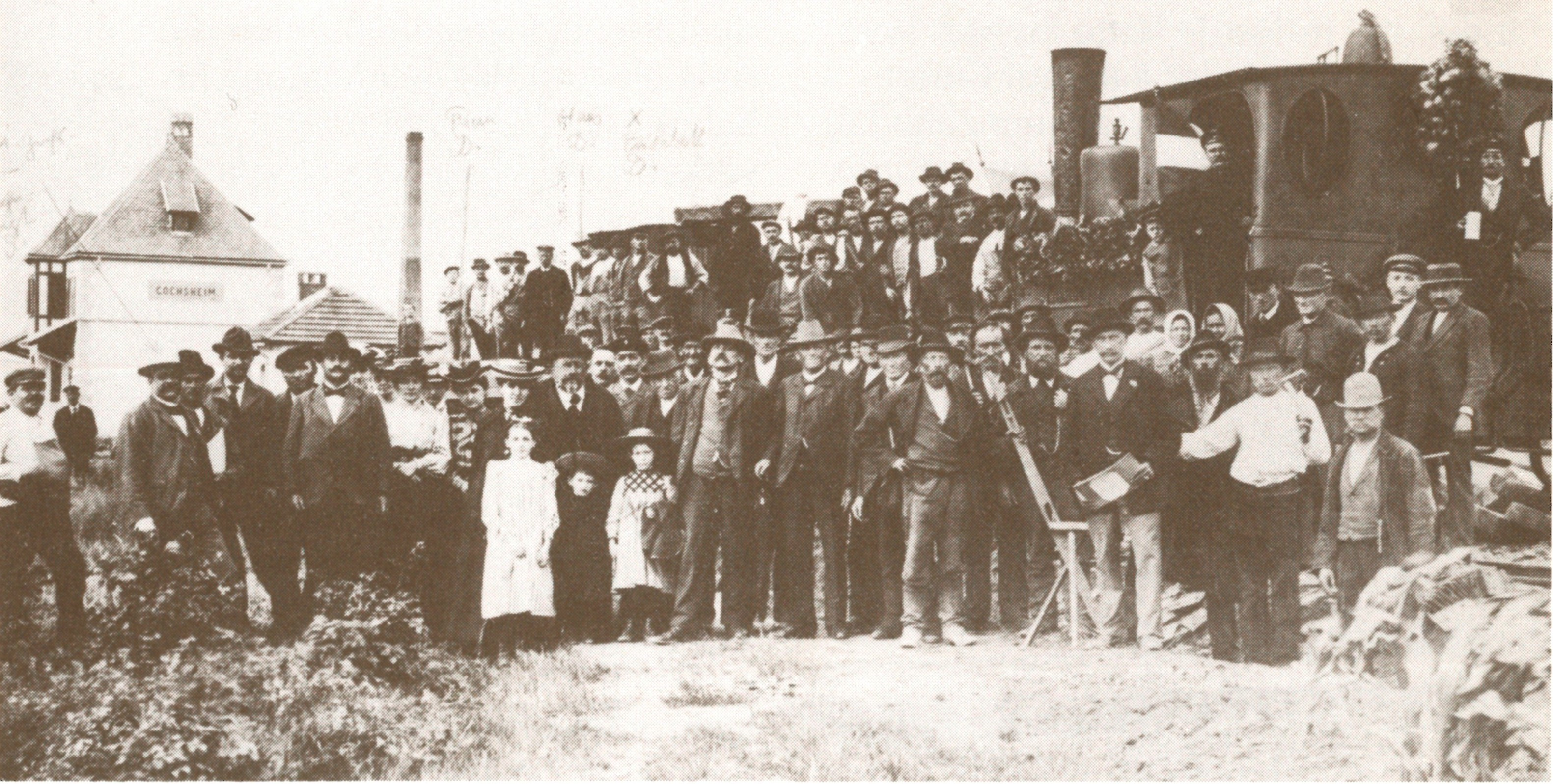
Bahnhof Gochsheim 1903 mit einer Probefahrt der Unteren Steigerwaldbahn

Weiterhin verläuft die eingleisige Bahnstrecke Kitzingen–Schweinfurt durch Gochsheim. Diese ist derzeit ab Sennfeld bis Kitzingen stillgelegt und wurde zuletzt, von Nostalgiefahrten abgesehen, für sporadischen Güterverkehr, Militärtransporte der US-Armee sowie für den Abtransport von Atommüll aus dem nahe gelegenen Kernkraftwerk Grafenrheinfeld genutzt. Da das Atomkraftwerk in Grafenrheinfeld keinen Gleisanschluss besitzt, wurden die Transportbehälter von dort mit LKW nach Gochsheim transportiert, wo sie auf die Schiene verladen wurden. Das Bahnhofsgebäude wurde Ende der 1970er Jahre abgerissen. Die Gemeinde- bzw. Stadträte der Anrainergemeinden haben jeweils einen Antrag auf endgültige Entwidmung der Strecke gestellt. Seit der Stadtrat von Gerolzhofen seinen Antrag im Januar 2019 zurückgenommen hat, ist eine intensive Diskussion über die mögliche Reaktivierung der Strecke entbrannt.
Nördlich von Gochsheim verläuft die Bundesautobahn 70 mit eigener Abfahrt; der Ortsteil Weyer ist über die Abfahrt Schonungen zu erreichen. Die Staatsstraße 2271 verläuft im äußersten Westen der Gemarkung auf Gochsheimer Gebiet.
Im Jahr 2003 wurde eine westliche Umgehungsstraße fertiggestellt. Die bisherige Durchgangsstraße wurde 2005 verkehrsberuhigt saniert und umgebaut. Durch einen Bürgerentscheid wurde Ende Juli 2005 der Weg für die östliche Umgehungsstraße freigemacht. Die Einwohner des Ortsteils Weyer hatten eine Lösung favorisiert, die auch für Weyer eine Entlastung geschaffen hätte, konnten sich aber in der Abstimmung nicht durchsetzen. Offizieller Baubeginn war am 22. Dezember 2005; seit Dezember 2006 ist sie fertiggestellt. Die offizielle Einweihung war am 26. Januar 2007.

### Bildung
Die Grund- und Mittelschule Gochsheim wird auch von Schülern aus umliegenden Ortschaften besucht.
Die Mittelschule besuchen Schüler aus Gochsheim, Sennfeld, Schwebheim und Schonungen mit Ortsteilen.
In den letzten Jahren machte sich die Mittelschule mit dem Schulprofil Sport deutschlandweit einen Namen. Im Bogenschießen und im Geräteturnen konnten sich die Mannschaften der Schule regelmäßig bayerische und deutsche Meistertitel sichern.

## Persönlichkeiten

### Ehrenbürger
- Fritz Zeilein († 1992), ehemaliger Rektor der Schule der Gemeinde, ehrenamtlicher Gemeindearchivar bis zu seinem Tod. Nach ihm ist die Mehrzweckhalle Fritz-Zeilein-Halle in der Friedhofstraße benannt.
- Josef Ehrlitzer (1919–2016), fränkischer Mundartdichter
- Walfried Hein (1928–2025), ehrenamtlicher Gemeindearchivar 1992 bis 2007 und früherer stellvertretender Schulrektor (bis 1970 Rektor der Weyerer Schule)
- Gerhard Spitzner (1929–2020), Selbständiger, Kulturschaffender, Bundesverdienstkreuz 1983, Medaille für vorbildliche Heimatpflege 2002, Ehrennadel des Bistums Würzburg 2016, Ehrenbrief der ARGE Fränkische Volksmusik 2019, Ehrenbürger der Gemeinde Gochsheim 2019, Ehrenurkunde des Landkreises Schweinfurt 2019.

### Söhne und Töchter der Gemeinde

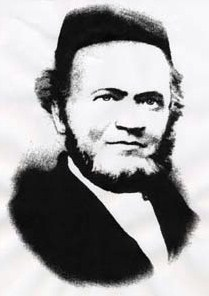
Abraham Joseph Reiss

- Johann Traeg (1747–1805), bedeutender Kunst- und Musikalienhändler in Wien
- Abraham Joseph Reiss (1802–1862), erster ordinierter Rabbi in den USA und geistliches Oberhaupt der amerikanischen Juden
- Georg Seifert (1819–1874), Musiker und Komponist (u. a. König Ludwig II.-Marsch)

### Persönlichkeiten, die vor Ort gewirkt haben oder wirken
- Der Kardinal Julius Döpfner (1913–1976), ehemals Bischof von Würzburg, betreute Gochsheim als Kaplan von Heilig Geist (Schweinfurt) aus.
- Der fränkische Heimatforscher und Autor Karl Treutwein (1921–1985) war Lehrer an der katholischen Volksschule Gochsheim.
- Der unterfränkische Büttenredner und Musiker Wolfgang Düringer (* 1961) lebt in Gochsheim.
- Joseph Isaak (ca. 1737–1817), Buchhändler, Philanthrop und „Vorgänger“ (= Vorsteher) der jüdischen Gemeinde Gochsheim.[18]